# Богдановка (Бердичевский район)
Богдановка (укр. Богданівка) — село на Украине, основано в 1755 году, находится в Бердичевском районе Житомирской области.
Код КОАТУУ — 1820884502. Население по переписи 2001 года составляет 32 человека. Почтовый индекс — 13360. Телефонный код — 4143. Занимает площадь 0,11 км².

## Адрес местного совета
13360, Житомирская область, Бердичевский р-н, с.Озадовка, ул. Кирова, 7